# Mile Jedinak
Michael John Jedinak (* 3. srpna 1984), známý jako Mile Jedinak, je bývalý australský fotbalový záložník chorvatského původu, který v roce 2020 ukončil kariéru.

## Reprezentační kariéra
S australskou reprezentací se zúčastnil MS 2010 v Jihoafrické republice a MS 2014 v Brazílii. Na šampionátu byl kapitánem týmu.
S národním týmem Austrálie vyhrál domácí Mistrovství Asie v roce 2015. I zde byl kapitánem.